# Bluesrock
Bluesrock is een muziekstijl, waarbij de genres rock en blues in elkaar overlopen.
Hoewel de rock-'n-roll voortkomt uit de blues, ontwikkelde de bluesrock zich pas aan het eind van de jaren zestig tot een volwaardig subgenre. Bekende artiesten in dit genre zijn Free, Rory Gallagher, Led Zeppelin, Gary Moore, Ten Years After, Walter Trout, Stevie Ray Vaughan en Fleetwood Mac (met Peter Green als bandleider). Nederlandse bluesrockbands zijn Brainbox, Focus en Cuby + Blizzards. Bekende bands met veel bluesrockinvloeden in hun muziek zijn onder andere Aerosmith, Deep Purple en The Doors.

## Kenmerken
Een overeenkomst in blues en bluesrock is dat veel liedjes zich beperken tot drie akkoorden en er daarnaast veel wordt geïmproviseerd. In de jaren zeventig neigde de bluesrock vooral naar de hardrock en in de jaren tachtig en negentig keerde de trend weer terug naar meer blueselementen.
Instrumenten die vaak voor bluesrock toegepast worden zijn onder andere de elektrische gitaar, basgitaar en drums. Net zoals bij blues wordt er ook vaak gebruik gemaakt van een bluesharp. Een ander kenmerkend aspect van bluesrock, dat ook weleens met rock-'n-roll wordt geassocieerd, is het gebruik van toetsinstrumenten, bijvoorbeeld piano of hammondorgel.